# Marine de guerre dominicaine

Emblème de la Marine de guerre dominicaine.

La Marine de guerre dominicaine (ou Armada de Republica Dominicana – ARD) est la marine militaire de la République dominicaine. C'est l'une des composantes des forces armées dominicaines, avec l'armée de terre et la Force aérienne.

## Histoire
Après que la République dominicaine ait obtenu son indépendance vis-à-vis d'Haïti le 27 février 1844, sa flotte navale était très précaire, ce qui poussa le pays à construire une marine importante. Trois goélettes ont été commandées à cette fin : la Separación Dominicana (navire amiral), la Maria Chica et le Leonor. Ce sont ces trois navires, d'origine dominicaine, qui furent incorporés dans la nouvelle marine dominicaine, comme l'a autorisé la Junta Central Gubernativa avec la Loi sur la Marine le 23 avril 1844, le jour même de la création de la Marine. Cependant, les trois goélettes étaient en action depuis le 15 avril, à la bataille de Tortuguero. Elles étaient dirigées par l'amiral Juan Bautista Cambiaso. Elles ont coulé 6 navires haïtiens.
Pendant la guerre civile dominicaine (1916-1924), la Marine s'est opposée au coup d'État et a utilisé la frégate F-451 Mella pour bombarder le palais national.

## Bases
La base navale "27 de Febrero" est située dans la ville de Saint-Domingue, où se trouvent le chef d'état-major et de l'Académie navale, le vice-amiral César de Windt Lavandier.
La base navale de Las Calderas, située dans la province de Peravia, est la plus grande base navale où l'on trouve le Bahia Las Calderas Naval Shipyard (ANABALCA) ; ce chantier est responsable de la maintenance des unités navales de l'institution ainsi que des navires civils. On y construit aussi des bateaux militaires et civils, comme des remorqueurs, des bateaux, barges, bateaux-pilotes, etc.

## Liste des navires actuels[Quand?]
| Division des patrouilleurs                                          | Division des patrouilleurs                                      | Division des patrouilleurs | Division des patrouilleurs | Division des patrouilleurs | Division des patrouilleurs | Division des patrouilleurs | Division des patrouilleurs | Division des patrouilleurs | Division des patrouilleurs | Division des patrouilleurs | Division des patrouilleurs |
| ------------------------------------------------------------------- | --------------------------------------------------------------- | -------------------------- | -------------------------- | --- | -------------------------- | -------------------------- | -------------------------- | -------------------------- | -------------------------- | -------------------------- | -------------------------- |
| Class                                                               | Nom                                                             | Origine                    | sur le service             | Notes | Photo                      |                            |                            |                            |                            |                            |                            |
| USCG 180' Class Seagoing Buoy Tender Cutters (Mesquite Class B) [2] | PA-301 Almirante Didiez Burgos                                  | États-Unis                 | 1                          | Vaisseau amiral de la marine dominicaine, transféré à la Marine par les US Coast Guard en 2001. Il est utilisé pour la patrouille côtière, l'entretien aux aides à la navigation, aux croisières pour les aspirants, à l'aide humanitaire, aux exercices d'entraînement naval, aux transports de troupes, au ravitaillement en mer et autres. Il est armé de 2 mitrailleuses Browning M2 de 12,7 × 99 mm OTAN et de deux de canons simples de 20 mm Oerlikon, mais il peut être armé en sus de deux autres mitrailleuses M2, deux Saco M60 et un 3 / 50 (unique) des armes à feu. |                            |                            |                            |                            |                            |                            |                            |
| USCG 133' White Class Coastal Buoy Tender                           | PM-203 Tortuguero PM-204 Capotillo                              | États-Unis                 | 2                          | Transféré à la Marine par l'USCG (le Tortuguero en 1999 et le Capotillo en 2002). Ils sont utilisés pour la patrouille côtière, l'entretien et aides à la navigation, des croisières des aspirants, à l'aide humanitaire, aux exercices d'entraînement navals en mer, au ravitaillement et d'autres. Ils sont équipés de deux M-2 0.50 cal. |                            |                            |                            |                            |                            |                            |                            |
| Division des garde-côtes                                            |                                                                 |                            |                            | |                            |                            |                            |                            |                            |                            |                            |
| USCG Point Class Cutters                                            | GC-101 Aries GC-105 Antares GC-110 Sirius                       | États-Unis                 | 3                          | Ils sont utilisés pour la patrouille côtière et fluviale, de recherche et de sauvetage, de lutte contre les opérations de trafic de stupéfiants. Ils sont armés avec deux M-2 0.50 cal. mitrailleuses. |                            |                            |                            |                            |                            |                            |                            |
| Seaward Class Patrol Boat                                           | GC-103 Procion GC-104 Aldebarán GC-106 Bellatrix GC-108 Capella | États-Unis                 | 4                          | Ils ont été acquis entre 1968 et 1971. Entre 2003 et 2005, ils ont subi une rénovation générale : de nouveaux moteurs, nouveaux producteurs, de nouveaux radars, système de navigation GPS, un système de pilote automatique, etc. Ils sont utilisés pour la patrouille côtière et fluviale, de recherche et de sauvetage, de lutte contre les opérations de trafic de stupéfiants. Ils sont armés de trois M-2 0.50 cal. mitrailleuses. |                            |                            |                            |                            |                            |                            |                            |
| Swiftships 110' Class Patrol Boat                                   | GC-107 Canopus GC-109 Orión                                     | États-Unis                 | 2                          | Construit en 1984 par les chantiers navals Swiftships. Entre 2003 et 2005, ils ont subi une rénovation générale, recevoir de nouveaux moteurs, nouveaux producteurs, de nouveaux radars, système de navigation GPS, le système de pilote automatique, etc.Ils sont utilisés pour la patrouille côtière et fluviale, de recherche et de sauvetage, de lutte contre les opérations de trafic de stupéfiants. Ils sont armés avec deux M-2 0.50 cal. mitrailleuses, un canon de 20mm Oerlikon (simple) et un fusil M-60 de la machine.                                               |                            |                            |                            |                            |                            |                            |                            |
| Swiftships Interceptor Class Patrol Boat                            | GC-112 Altair GC-114 Arcturus (Pendiente)                       | États-Unis                 | 1                          | Construit en 2003 par le shipbuilders Swiftships est utilisé pour les patrouilles côtières et fluviales, de recherche et de sauvetage, de lutte contre les opérations de trafic de stupéfiants. Il est armé de deux M-2 0.50 cal. mitrailleuses, un canon de 20mm Oerlikon (single). |                            |                            |                            |                            |                            |                            |                            |
| Unite de Sauvetage                                                  |                                                                 |                            |                            | |                            |                            |                            |                            |                            |                            |                            |
| Damen Stan Patrol 1500 Class Patrol Boat                            | LR-151 Hamal LR-152 Vega LR-153 Deneb LR-154 Acamar             | République dominicaine     | 4                          | Ces bateaux de patrouille ont été construits en République Dominicaine par Astilleros Navales Bahia Las Calderas (ANABALCA) en 2004. Ils sont utilisés pour la patrouille côtière et fluviale, de recherche et de sauvetage, de lutte contre les opérations de trafic de stupéfiants. Ces patrouilleurs ne sont pas armés, mais ils embarquent des fusils M-16 et peuvent être équipé d'une mitrailleuse M60. |                            |                            |                            |                            |                            |                            |                            |
| Division de bateaux intercepteurs                                   |                                                                 |                            |                            | |                            |                            |                            |                            |                            |                            |                            |
| Interceptor Nor-Tech 4300 Class                                     | LR-155 Castor LR-156 Pollux LR-157 Atria LR-158 Shaula          | États-Unis                 | 4                          | Ces Nor-Tech ont été construits sans les couchettes et les réservoirs d'eau pour s'adapter à l'emport de 100 gallons de carburant supplémentaires et d'autres équipements, comme une caméra à infrarouges et du matériel de communication. Ils sont utilisés pour la patrouille côtière et fluviale, de recherche et de sauvetage, des opérations anti-narcotiques à cause de leur vitesse. Ces patrouilleurs ne sont pas armés, mais ils embarquent des fusils M-16. |                            |                            |                            |                            |                            |                            |                            |
| 32' Defender Class Boston Whaler Justice Speedboat                  | LR-161 Elnath LR-162 Polaris LR-163 Nunki LR-164 Dubhe          | États-Unis                 | 4                          | Ils sont utilisés pour la patrouille côtière et fluviale, de recherche et de sauvetage, des opérations anti-narcotiques grâce à leur vitesse. Ils sont armés d'une mitrailleuse M-60 et embarquent fusils d'assaut M16. |                            |                            |                            |                            |                            |                            |                            |
| 28' Speedboat                                                       | LR-159 Enif LR-160 Rigel                                        | États-Unis                 | 2                          | |                            |                            |                            |                            |                            |                            |                            |
| Unité auxiliaire                                                    |                                                                 |                            |                            | |                            |                            |                            |                            |                            |                            |                            |
| Ocean Tug ATR 165´Class                                             | RM-1 Guarocuya                                                  | États-Unis                 | 1                          | Avant de servir dans la Marine DR, il a été remorqueur civils utilisés par les contrebandiers pour transporter des drogues illicites. Après avoir été confisqué par la Marine, il a subi une rénovation générale et intégré dans la Marine. |                            |                            |                            |                            |                            |                            |                            |
| Damen Stan Tug 2608 Class                                           | RM-2 Guarionex RM-3 Guaroa                                      | République dominicaine     | 2                          | |                            |                            |                            |                            |                            |                            |                            |
| Dredgers Ships                                                      | BD-12 San Pedro                                                 | États-Unis                 | 1                          | |                            |                            |                            |                            |                            |                            |                            |
| Oil Fuel Barge                                                      | BC-1 Mencia                                                     | États-Unis                 | 1                          | |                            |                            |                            |                            |                            |                            |                            |
| Landing Craft Utility LCU-1600 Class                                | LD-31 Neyba                                                     | États-Unis                 | 1                          | |                            |                            |                            |                            |                            |                            |                            |
| Floating Docks                                                      | DF-1                                                            | États-Unis                 | 1                          | Restaurado y operado por ANABALCA. |                            |                            |                            |                            |                            |                            |                            |